# Alessandro Baratta
Alessandro Baratta (Roma, 6 de outubro de 1933 — Saarbrücken, 25 de maio de 2002) foi um filósofo, sociólogo e jurista italiano de grande influência nas décadas de 1970 a 1990 nos campos da filosofia do direito e sociologia jurídica, contribuindo principalmente com críticas ao sistema penal e à criminologia tradicional.
É considerado um dos precursores da corrente da criminologia crítica, além de ter impulsionado a teoria abolicionista e o garantismo penal – direito penal mínimo.
A criminologia crítica é um movimento heterogêneo do pensamento criminológico contemporâneo que busca a construção de uma teoria materialista do conceito de desvio, sendo influenciada por instrumentos e hipóteses elaboradas no âmbito marxista. Seus estudos se colocam no campo de investigação desenvolvido pela sociologia liberal contemporânea.
A criminalidade, inserida na criminologia tradicional, seria uma qualidade atribuída a indivíduos ou grupos por meio de processos de definições. O processo de criminalização teria caráter seletivo dos bens protegidos e dos indivíduos estigmatizados, tendo como função a conservação e reprodução das relações de desigualdade na sociedade. Desse, modo, rompe-se com o mito da igualdade no sistema penal.
Nesse sentido, a criminologia crítica propõe alteração do foco no processo de criminalização do autor para as condições objetivas, estruturais e funcionais da própria sociedade. Coloca como verdadeira conduta criminosa a disfuncionalidade das estruturas sociais, as condutas das minorias privilegiadas e dominadoras em detrimento dos dominados. Em consequência, defende uma política criminal alternativa, com garantias jurídicas e respeito aos direitos humanos, no qual consiste em uma ampla política de descriminalização e, a longo prazo, a superação do cárcere e do direito penal.
Alessandro Baratta, ao desenvolver a teoria da criminologia crítica, altera a percepção dos conceitos de criminalidade e do sistema punitivo, abarcando-os em uma visão macrossociológica do sistema capitalista tardio.
Sua teoria teve repercussão a nível global, com destaque para a Alemanha, Itália, Espanha e América Latina.

## Biografia
Foi protagonista em âmbito internacional no diálogo entre criminólogos, penalistas e criminólogos críticos. Teve uma importância decisiva para o desenvolvimento da Criminologia crítica europeia, latino-americana e brasileira. Na Europa, Baratta se destacou na Alemanha, fazendo parte do processo de recepção do labeling approach em torno da organização Arbeistskreiss Junger Kriminologen (AJK), cujo órgão oficial de divulgação era a revista Kriminologishes, fundados em 1969. Na Itália, teve papel central na fundação e desenvolvimento da Escola de Bolonha de Direito penal e Criminologia. Na América Latina participou da fundação e desenvolvimento do grupo de Criminologia comparada da Universidade de Zulia, em 1974, Macaibo, Venezuela, em conjunto com o Centro de Criminologia da Universidade de Montreal. No Brasil, diversos centros de estudos e atores mantiveram contato e parceria com Baratta, como a Sociedade Brasileira de Vitimologia, o Instituto Carioca de Criminologia (dirigido por Nilo Batista), o Instituto Brasileiro de Ciências Criminais, de São Paulo, o Instituto de criminologia e política criminal (dirigido por Juarez Cirino dos Santos), entre outros. Foi professor visitante, no ano de 1995, no Curso de Pós-Graduação em Direito da Universidade Federal de Santa Catarina, em Florianópolis.
Assim, Alessandro Baratta foi figura fundamental e polo irradiador de uma nova criminologia por meio da manutenção do diálogo e de parcerias de recepção e desenvolvimento crítico, simultaneamente, tanto nos países centrais como nos periféricos. Foi “um processo sem colonizados nem colonizadores pontuais; um processo dialógico e aberto [permitindo a demarcação] (...) de identidades e diferenças regionais e contextuais".

## Estudos e pesquisa
Formou-se em Filosofia do direito na Università degli Studi di Roma (La Sapienza), apresentando em 1957 uma tese sobre o pensamento jurídico de Gustav Radbruch – “Il pensiero filosófico-giuridico di Gustav Radbruch” (O pensamento filosófico-jurídico de Gustav Radbruch). Doutorou-se na mesma área de estudos também nesta universidade. Estudou Ciências Jurídicas e Filosofia sob a orientação de Widar Cesarini Sforza, Emilio Betti, Tulio Ascarelli e Carlo Antoni. Embora num primeiro momento Baratta tenha pensado em trocar sua publicação, seu primeiro trabalho não foi impresso como tal, mas seus principais resultados foram publicados dois anos depois, no artigo “Relativismus und Naturrecht im Denken Gustav Radbruch” (Relativismo e Direito Natural em Gustav Radbruch).
Pouco tempo depois, em 1959, fez sua estreia na Filosofia do Direito apresentando seu importante trabalho intitulado “Natura del fato e diritto naturale” (Natureza do fato e direito natural), trazendo grandes contribuições que atualmente são extremamente úteis na reconstrução dos debates acerca do tema naquela época.
Seu primeiro livro foi publicado em 1963, intitulado “Antinomie giuridiche e conflitti di conscienza” (Antinomias jurídicas e conflito de consciência). É uma contribuição crítica à Filosofia do Direito Penal que em verdade foi uma contribuição à história da cultura jurídica, sendo dedicado a uma exposição das doutrinas penalistas alemãs do início do século XIX até o ano de 1933.
Seu segundo ensaio, complementar ao primeiro, é intitulado “Positivismo giuridico e scienza del diritto penale” (Positivismo jurídico e ciência do direito penal) e foi publicado em 1966, analisando a história do pensamento penal vigente na mesma época do trabalho anterior, com a intenção de pôr em dúvida a responsabilidade do positivismo jurídico na degeneração autoritária da organização jurídica alemã.
Em 1968, Baratta publica dois estudos – “Ricerche su ‘essere’ e ‘dover essere’ nell’esperienza normativa e nella scienza del diritto” (Pesquisa sobre ‘ser’ e ‘dever ser’ na experiência normativa e na ciência do direito), o qual representa sua tentativa de se aproximar criticamente da Escola Italiana Analítica e “Natura del fatto e giustizia materiale” (Natureza do fato e justiça material), o qual completava sua pesquisa acerca do assunto.
No curso dos anos 70 e 80, modificando seus interesses sobre Filosofia e Sociologia do Direito, Baratta trata do desenvolvimento de uma análise do desvio social e do processo de criminalização feita a partir do ponto de vista da classe operária, pensamento que representa a Criminologia Crítica. Baratta sugeriu, com base em uma política criminal radicalmente alternativa, um direito penal mínimo, capaz de promover um processo abrangente e gradual de descriminalização. Sua tese fundamental acerca do assunto é intitulada “Criminologia crítica e crítica do direito penal”, de 1982, tendo ainda publicado diversos artigos sobre o tema.
No curso dos anos 90, Baratta percebeu que o movimento havia entrado em crise, e intentou redescobrir a questão a partir do enfoque nos direitos humanos e reinseri-lo progressivamente em um discurso filosófico mais amplo, abarcando as necessidades e o desenvolvimento humano.
No contexto do fim dos anos 90 e início dos anos 2000, Baratta levanta a teoria de um Estado mestiço e de uma sociedade andrógina, desenvolvendo a ideia de um novo direito para a infância, oferece alguns elementos para um novo constitucionalismo internacional e ainda avança na ideia de uma nova aliança entre o homem e a natureza.

## Carreira
Em 1969 torna-se professor na Università degli Studi di Camerino. Nos anos setenta, tornou-se e foi por muito tempo professor de Filosofia do Direito na Albert-Ludwigs-Universität, de Friburgo e na Georg-August Universität de Göttingen, Alemanha. Também foi direitor do Institut für Rechts- und Sozialphilosophie da Universität des Saarlandes. Teve magistério nas cátedras de Filosofia do Direito, Doutrina do Estado e Direito Constitucional na Universidade de Camerino, na Itálica. Foi docente em filosofia do direito em universidades italianas, como na Università Degli Studi di Lecce, atualmente denominada Università del Salento.
Juntamente com Franco Bricola, fundou a revista “La questione criminale” (A questão criminal), que se torna uma das revistas jurídicas mais propagadas na Itália. Em 1983, a iniciativa editorial é renovada, tornando-se “Dei Delitti e delle Pene” (Dos delitos e das penas), figurando na posição de diretor. Depois de sua morte, a revista recuperou parte de seu nome original, tornando-se “Studi sulla questione criminale: nuova série di dei delitti e delle pene” (Estudo sobre a questão criminal: nova série dos delitos e das penas), sob a direção dos discípulos de Baratta: Dario Melossi, Giuseppe Mosconi, Massimo Pavarini e Tamar Pitch. A redação da revista, coordenada por Stanislao Rinaldi, reúne uma alavanca mais jovem dos criminalistas críticos e sociólogos do direito penal italiano como Alessando De Giorgi, Alvise Sbraccia, Monia Giovannetti, Giuseppe Campesi, Stefania Crocitti, Vincenzo Scalia, Francesca Vianello. Baratta foi coordenador de diversos projetos de investigação na Alemanha, na Itália e também na América Central.
Se dedicou muito a viajar para se encontrar com outras pessoas com quem pôde refletir e ensinar temas de seu interesse. Se identificou muito com a América Latina, onde deixou vários discípulos, participou como assessor para diversas reformas legislativas sobre menores infratores e sistema penitenciário, assim como inspirou a formação do Círculo de Estudos Sobre Criminologia Crítica da América Latina em 1985.
Na América Latina, a Criminologia de Baratta encontrou terreno particularmente fértil e suas estadias a partir da metade dos anos setenta são inúmeras. Em torno da metade dos anos setenta, sem deixar de ensinar Filosofia do Direito e Teoria Geral do Direito, deslocou cada vez mais seus interesses teóricos sobre a Sociologia do Direito e em particular a Sociologia Jurídico-Penal, chegando a desenvolver junto a Detlef Krauss e outros a “Criminologia Crítica”, com a qual hoje costuma ser identificado.

### Obras de Alessandro Baratta
- Antinomie giuridiche e conflitti di coscienza : contributo alla filosofia e alla critica del diritto penale. Milano: A. Giuffrè, 1963.
- Positivismo giuridico e scienza del diritto penale: aspetti teoretici e ideologici dello sviluppo della scienza penalistica tedesca dall'inizio del secolo al 1933. Milano: A. Giuffrè, 1966.
- Criminologia critica e critica del diritto penale: introduzione alla sociologia giuridico-penale. Bologna: Il Mulino, 1982. nova ed. Meltemi Devianze, 2018.
- Philosophie und Strafrecht: Ausgewählte Aufsatze 1959-1974. Köln: Heymanns, 1985.
- Stato sociale e libertà dell'arte: profili filosofici, costituzionali e penali del concetto dell'arte in relazione all'osceno. Padova: CEDAM, 1966. In: Legge penale e libertà del pensiero: 3. Convegno di diritto penale, Bressanone, 1965.
- La legge: summa theologiae 1.-2., qq. 90-97 / S. Tommaso d'Aquino; editado por Alessandro Baratta. Milano: A. Giuffrè, 1965.
- La giustizia.Gottfried Wilhelm Leibniz; editado por Alessandro Baratta. Milano: Giuffrè, 1966.
- Positivismo giuridico e scienza del diritto penale: aspetti teoretici e ideologici dello sviluppo del la scienza penalistica tedesca dall'inizio del secolo al 1933. Milano: A. Giuffrè, 1966.
- Ricerche su essere e dover essere nell'esperienza normativa e nella scienza del diritto. Milano: A. Giuffrè, 1968.
- Natura del fatto e giustizia materiale: certezza e verità nel diritto. Milano: A. Giuffrè, 1968.
- Su alcuni significati di dover essere nell'analisi dell'esperienza. Giuffrè, 1968. In: Scritti in memoria di W. Cesarini Sforza.
- Introduzione al pensiero giuridico. Karl Engisch; editado por Alessandro Baratta. Milano: Giuffrè, 1970.
- Il positivismo e il neopositivismo. Milano: Giuffrè, 1977. In: La Filosofia del diritto in Italia nel secolo XX, Atti dell'XI congresso nazionale (Napoli-Sorrento, 4-7 ottobre 1977).
- Sobre a criminologia crítica e sua função na política criminal. Lisboa : [s.n.], 1983. In: Documentação e direito comparato, Separata do Boletim do Ministério da Justiça, n. 13 de 1983; Relatório apresentado no IX Congresso Internacional de Criminologia, Viena, setembro 1983.
- La legittimazione del potere: problematica del rapporto tra Stato, istituzioni e società. Alessandro Baratta et al.; editado por Antonio Carbonaro. Milano: F. Angeli, 1986.
- Introduzione alla sociologia giuridico-penale: la criminologia critica e la critica del diritto penale: dispense del ciclo di lezioni tenute alla Facoltà di giurisprudenza dell'Università di Bologna, marzo-aprile 1980. Compilado com a colaboração de Gabriele Casella. - Bologna: [s.n.], 1980 (Bologna: Lorenzini).
- The impact of sociology of law on government action: proceedings of a conference on sociology of law. Saarbrücken, Federal Republic of Germany, September, 5th-8th, 1977. Editado por Alessandro Baratta. Frankfurt am Main; Bern: Lang, 1982.
- Dimensionen der Hermeneutik: Arthur Kaufmann zum 60.Geburtstag. hrsg. von Winfried Hassemer; mit Beitragen von Alessandro Baratta et al. Heidelberg: Decker & Muller, 1984.
- Philosophie und Strafrecht: ausgewählte Aufsätze 1959-1974. Köln: Heymanns, 1985.
- Democracia y leyes antiterroristas en Europa. [A. Baratta et al.].Bilbao: Ipes, 1985.
- Os direitos da criança e o futuro da democracia. Coimbra: Coimbra editora, [1998]. In: Boletim da Faculdade de Direito, Studia Iuridica, 41, colloquia, 3. Universidade de Coimbra.
- Los derechos de los niños. [redação de Alessandro Baratta, Rafael Nieto, Graziella Serrano Espinosa]. [El Salvador: s.n., 1991?].
- Ética na comunicação. Org. Ester Kosovski ; [escrito de] Alessandro Baratta et al. - Rio de Janeiro: MAUAD, c1995.
- Criminologia e feminismo. Carmen Hein de Campos, org.; [Alessandro Baratta, Lênio Luiz Streck, Vera Regina Pereira de Andrade]. Porto Alegre: Editora Sulina, 1999.
- Criminologia Crítica e Crítica do Direito Penal. 6ª edição. Rio de Janeiro, Revan, 2011.
- Integración-prevención: uma “nueva” fundamentación de la pena dentro de la teoría sistémica, in Criminología y Sistema Penal. Buenos Aires, B de F, 2004. (Memoria Criminológica, Nº 1).
- La vida y el laboratorio del derecho: a propósito de la imputación de responsabilidade en el processo penal, in Criminología y Sistema Penal. Buenos Aires, B de F, 2004. (Memoria Criminológica, Nº 1).
- Funciones instrumentales y simbólicas del derecho penal: una discusión en la perspectiva de la criminología crítica, in Criminología y Sistema Penal. Buenos Aires, B de F, 2004. (Memoria Criminológica, Nº 1).
- Enfoque crítico del sistema penal y la criminología en Europa, in Criminología y Sistema Penal. Buenos Aires, B de F, 2004. (Memoria Criminológica, Nº 1).
- Introducción a la criminología de la droga, in Criminología y Sistema Penal. Buenos Aires, B de F, 2004. (Memoria Criminológica, Nº 1).
- ¿Tiene futuro la criminología crítica? Reflexiones sobre el modelo de las ciencias penales y la interdisciplinariedad externa, in Criminología y Sistema Penal. Buenos Aires, B de F, 2004. (Memoria Criminológica, Nº 1).
- Política criminal: entre la política de seguridad y la política social, in Criminología y Sistema Penal. Buenos Aires, B de F, 2004. (Memoria Criminológica, Nº 1).
- Nuevas reflexiones sobre el modelo integrado de las ciencias penales, la política criminal y el pacto social, in Criminología y Sistema Penal. Buenos Aires, B de F, 2004. (Memoria Criminológica, Nº 1).
- Seguridad, in Criminología y Sistema Penal. Buenos Aires, B de F, 2004. (Memoria Criminológica, Nº 1).
- El Estado mestizo y la ciudadanía plural. Reflexiones para una teoría mundana de alianza (Primer esbozo), in Criminología y Sistema Penal. Buenos Aires, B de F, 2004. (Memoria Criminológica, Nº 1).
- El modelo sociológico del conflicto y las teorías del conflicto acerca de la criminalidad, in Criminología y Sistema Penal. Buenos Aires, B de F, 2004. (Memoria Criminológica, Nº 1).
- Problemas sociales y percepción de la criminalidad, in Criminología y Sistema Penal. Buenos Aires, B de F, 2004. (Memoria Criminológica, Nº 1).
- Principios del derecho penal mínimo (para una teoría de los derechos humanos como objetos y límite de la ley penal), in Criminología y Sistema Penal. Buenos Aires, B de F, 2004. (Memoria Criminológica, Nº 1).
- Derechos humanos: entre violencia estructural y violencia penal. Por la pacificación de los conflictos violentos, in Criminología y Sistema Penal. Buenos Aires, B de F, 2004. (Memoria Criminológica, Nº 1).
- Observaciones sobre las funciones de la cárcel en la producción de las relaciones sociales de desigualdad, in Criminología y Sistema Penal. Buenos Aires, B de F, 2004. (Memoria Criminológica, Nº 1).
- Resocialización o control social. Por un concepto crítico de “reintegración social” del condenado, in Criminología y Sistema Penal. Buenos Aires, B de F, 2004. (Memoria Criminológica, Nº 1).
- ELBERT, Carlos. Debate sobre “Criminología crítica y crítica del derecho penal”, a diez años de su aparición, in Criminología y Sistema Penal. Buenos Aires, B de F, 2004. (Memoria Criminológica, Nº 1).

### Obras sobre Alessandro Baratta
- ANDRADE, Vera Regina Pereira de. Pelas mãos da criminologia, o controle penal para além da (des)ilusão. Florianópolis, Revan, 2012
- ANDRADE, Vera Regina Pereira de (org.). Verso e Reverso do controle penal: (des)aprisionando a sociedade da cultura punitiva. Homenagem a Alessandro Baratta. Florianópolis, Fundação Boiteux, 2002, 2 vol.
- BECCHI, Paolo. Alessandro Baratta Filosofo Del Diritto. Disponível em: <http://revistas.ucr.ac.cr/index.php/RDMCP/article/view/12619/11875>. Acesso em: 02 nov. 2014.
- BORGES, Paulo César Corrêa (Org.). Leituras de um realismo jurídico-penal marginal: homenagem a Alessandro Baratta. São Paulo: Cultura Acadêmica, 2012. 271 p., 22 cm. (Tutela penal dos direitos humanos; v. 2). ISBN 978-85-7983-249-9.
- DE GIORGI, Raffaelle (org.). Il diritto e la differenza -Scritti in onore di Alessandro Baratta". Lecce: Pensa MultiMedia, 2003.
- MARRA, Realino, Filosofia e sociologia del diritto penale. Atti del Convegno in ricordo di Alessandro Baratta, Torino, 2006.
- LENART, André. Sete anos sem Alessandro Baratta. Disponível em: <https://web.archive.org/web/20141220055326/http://reservadejustica.wordpress.com/2009/05/25/sete-anos-sem-alessandro-baratta/>. Acesso em: 02 nov. 2014.
- REBAZA, Dyrán Jorge Linares. Breves apuntes sobre la criminología crítica de Alessandro Baratta. Disponível em: <http://www.egov.ufsc.br/portal/conteudo/breves-apuntes-sobre-la-criminolog%C3%ADa-cr%C3%ADtica-de-alessandro-baratta>. Acesso em: 02 nov. 2014.
- RIVERA BEIRAS, Iñaki (org.). Alessandro Baratta. El pensamiento crítico y la cuestión criminal Revista Anthropos No.204, 2004.
- Savoia, S. L’utopia concreta del diritto penale. Saggio sul pensiero di Alessandro Baratta. Pensa Multimedia, Lecce 2018.